# پائولو ماندلی
پائولو ماندلی (انگلیسی: Paolo Mandelli؛ زادهٔ ۴ دسامبر ۱۹۶۷) بازیکن فوتبال اهل ایتالیا است.
از باشگاه‌هایی که در آن بازی کرده‌است می‌توان به باشگاه فوتبال اینتر میلان، باشگاه ورزشی لاتزیو، باشگاه فوتبال مودنا، باشگاه فوتبال مسینا، باشگاه فوتبال فوجا، باشگاه فوتبال مونتسا، باشگاه فوتبال رجانا، و باشگاه فوتبال ساسولو اشاره کرد.